# S/2017 J 5
S/2017 J 5 é um satélite natural externo de Júpiter. Foi descoberto por Scott S. Sheppard e sua equipe em 2017, mas sua descoberta foi anunciada somente em 17 de julho de 2018, por meio de uma Minor Planet Electronic Circular do Minor Planet Center. Tem cerca de 2 quilômetros de diâmetro e seu semieixo maior possui entorno de 23 232 000 km com uma inclinação de aproximadamente 164,3 graus. Pertence ao grupo Carme.